# Pfalz Dr.I
Il Pfalz Dr.I fu un caccia monoposto triplano prodotto in piccola serie dall'azienda tedesco imperiale Pfalz-Flugzeugwerke negli anni dieci del XX secolo.
Sviluppato dal biplano Pfalz D.VII rimasto allo stadio di prototipo, dal quale si distingueva per la diversa velatura, venne utilizzato dalla Luftstreitkräfte, la componente aerea del Deutsches Heer (l'esercito imperiale tedesco), durante le ultime fasi della prima guerra mondiale.

## Storia

### Sviluppo
Durante le prime fasi della prima guerra mondiale, l'industria meccanica progredì velocemente nello sviluppo della componentistica sottoposta alle autorità militari tedesco imperiali. Nell'ambito aeronautico, le nuove esigenze belliche crearono i presupposti per la produzione di nuovi velivoli da combattimento da destinare ai reparti della Luftstreitkräfte.
In quest'ambito la Pfalz, grazie alla disponibilità di nuovi motori aeronautici capaci di erogare una maggio potenza disponibile, sviluppò una serie di nuovi modelli rimasti però allo stadio di prototipo in quanto non in grado di fornire delle prestazioni complessive all'altezza dei modelli offerti dalle aziende concorrenti. Per ovviare alle carenze del Pfalz D.VII, che benché offrisse una buona velocità massima era carente in quella ascensionale, ed in ottemperanza alle specifiche Idflieg per la classe Dr Typ, quella dei caccia monoposto triplani, la Pfalz decise di realizzarne una versione con velatura triplana, il primo di quel tipo realizzato dall'azienda e che per questo assunse la designazione Dr.I.
Il prototipo venne portato in volo per la prima volta nell'ottobre 1917 ed i buoni risultati attirarono l'attenzione dell'asso tedesco Manfred von Richthofen che ne propose l'avvio di una produzione limitata di esemplari di preserie destinati ad essere valutati sul campo. Data la necessità di velivoli l'Idflieg stipulò comunque un ordine di fornitura per 100 unità.

### Impiego operativo
Il primo esemplare disponibile venne consegnato ai reparti nel gennaio 1918, tuttavia i piloti coinvolti nella sperimentazione non si ritennero soddisfatti riferendo che il modello risultava troppo lento ed il motore Sh III eccessivamente inaffidabile per l'utilizzo in prima linea.
La rapida conclusione del conflitto impedì di attuare un programma per la risoluzione dei problemi e decretò la sospensione della produzione con soli dieci unità completate.

## Descrizione tecnica
Il Pfalz Dr.I conservava l'aspetto generale, tranne per la velatura, dei simili modelli prodotti nello stesso periodo dalle altre aziende: monomotore monoposto con carrello fisso.
La fusoliera, realizzata con struttura in tubi d'acciaio saldati e ricoperta di tela verniciata,  era caratterizzata dal singolo abitacolo aperto destinato al pilota. Posteriormente terminava in un impennaggio classico monoderiva dotato di piani orizzontali montati a sbalzo.
La configurazione alare era triplana con ala superiore, media ed inferiore di diversa misura e superficie, collegate tra loro da un montante interalare ad "Y" per lato ed integrati da tiranti in cavetto d'acciaio.
Il carrello d'atterraggio era fisso, molto semplice, montato su una struttura tubolare al di sotto della fusoliera, dotato di ruote di grande diametro collegate da un asse rigido ed integrato posteriormente con un pattino d'appoggio.
La propulsione era affidata ad un motore Siemens-Halske Sh.III, un rotativo ad 11 cilindri disposti su un'unica fila raffreddato ad aria, in grado di erogare una potenza pari a 160 PS (118 kW), posizionato all'apice anteriore della fusoliera racchiuso da un cofano metallico ed abbinato ad un'elica bipala in legno a passo fisso.
L'armamento consisteva in due mitragliatrici LMG 08/15 calibro 7,92 mm poste davanti all'abitacolo, abbinate ad un dispositivo di sincronizzazione che consentiva di sparare senza conseguenze attraverso il disco dell'elica.

## Utilizzatori
Germania
- Luftstreitkräfte